# 阿布兰库尔-普雷苏瓦尔
阿布兰库尔-普雷苏瓦尔（法語：Ablaincourt-Pressoir，法語發音：[ablɛ̃kuʁ pʁɛswaʁ]）是法国上法蘭西大區索姆省的一个市镇，属于佩罗讷区。该市镇于1966年由原市镇阿布兰库尔（Ablaincourt）和普雷苏瓦尔（Pressoir）合并而成。

## 地理
阿布兰库尔-普雷苏瓦尔（49°50'23"N, 2°49'19"E）面积9.46 平方千米，位于法国上法蘭西大區索姆省，该省份为法国北部沿海省份，北起加来海峡省和北部省，西接滨海塞纳省和大西洋英吉利海峡，南至瓦兹省，东临埃纳省。
与阿布兰库尔-普雷苏瓦尔接壤的市镇（或旧市镇、城区）包括：埃斯特雷-德涅库尔、绍讷、桑泰尔地区贝尔尼、弗雷讷-马藏库尔、苏瓦耶库尔、韦尔芒多维莱尔、马尔谢勒波-米斯里、伊佩库尔。
阿布兰库尔-普雷苏瓦尔的时区为UTC+01:00、UTC+02:00（夏令时）。

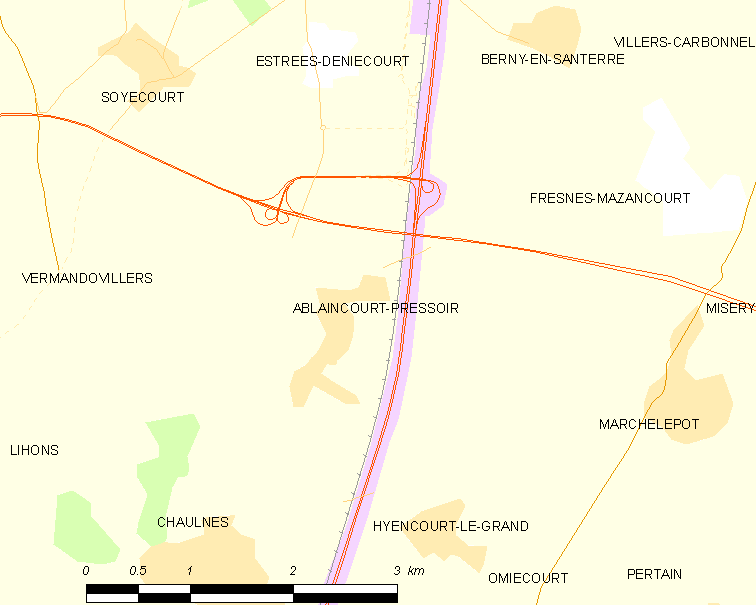
阿布兰库尔-普雷苏瓦尔的OSM定位图

## 行政
阿布兰库尔-普雷苏瓦尔的邮政编码为80320，INSEE市镇编码为80002。

## 政治
阿布兰库尔-普雷苏瓦尔所属的省级选区为阿姆县。

## 人口
阿布兰库尔-普雷苏瓦尔于2022年1月1日时的人口数量为268人。

1962-2008年间阿布兰库尔-普雷苏瓦尔人口变化图示